# Episodi di Dennis the Menace (terza stagione)
La terza stagione della serie televisiva Dennis the Menace è stata trasmessa in anteprima negli Stati Uniti d'America dalla CBS tra il 1º ottobre 1961 e il 1º luglio 1962.
| nº | Titolo originale                | Titolo italiano | Prima TV USA     | Prima TV Italia |
| -- | ------------------------------- | --------------- | ---------------- | --------------- |
| 1  | Trouble from Mars               |                 | 1º ottobre 1961  |                 |
| 2  | Best Neighbor                   |                 | 8 ottobre 1961   |                 |
| 3  | Keep off the Grass              |                 | 15 ottobre 1961  |                 |
| 4  | Mr. Wilson's Safe               |                 | 22 ottobre 1961  |                 |
| 5  | Haunted House                   |                 | 29 ottobre 1961  |                 |
| 6  | The School Play                 |                 | 5 novembre 1961  |                 |
| 7  | The Fifty-Thousandth Customer   |                 | 12 novembre 1961 |                 |
| 8  | Dennis and the Pee Wee League   |                 | 19 novembre 1961 |                 |
| 9  | Mr. Wilson's Inheritance        |                 | 26 novembre 1961 |                 |
| 10 | Dennis Is a Genius              |                 | 3 dicembre 1961  |                 |
| 11 | The Lucky Piece                 |                 | 17 dicembre 1961 |                 |
| 12 | The Fifteen-Foot Christmas Tree |                 | 24 dicembre 1961 |                 |
| 13 | Dennis' Bank Account            |                 | 31 dicembre 1961 |                 |
| 14 | Through Thick and Thin          |                 | 7 gennaio 1962   |                 |
| 15 | Calling All Bird Lovers         |                 | 14 gennaio 1962  |                 |
| 16 | Silence Is Golden               |                 | 21 gennaio 1962  |                 |
| 17 | Dennis Has a Fling              |                 | 28 gennaio 1962  |                 |
| 18 | Frog Jumping Contest            |                 | 4 febbraio 1962  |                 |
| 19 | Where There's a Will            |                 | 11 febbraio 1962 |                 |
| 20 | Mr. Wilson's Uncle              |                 | 18 febbraio 1962 |                 |
| 21 | A Quiet Evening                 |                 | 25 febbraio 1962 |                 |
| 22 | The Private Eye                 |                 | 4 marzo 1962     |                 |
| 23 | Mr. Wilson's Housekeeper        |                 | 11 marzo 1962    |                 |
| 24 | A Dog's Life                    |                 | 18 marzo 1962    |                 |
| 25 | Dennis' Documentary Film        |                 | 25 marzo 1962    |                 |
| 26 | Horseless Carriage Club         |                 | 1º aprile 1962   |                 |
| 27 | Junior Pathfinders Ride Again   |                 | 8 aprile 1962    |                 |
| 28 | The Treasure Chest              |                 | 15 aprile 1962   |                 |
| 29 | Wilson Goes to the Dentist      |                 | 29 aprile 1962   |                 |
| 30 | The Man Next Door               |                 | 6 maggio 1962    |                 |
| 31 | Dennis and the Dodger           |                 | 13 maggio 1962   |                 |
| 32 | Dennis' Lovesick Friend         |                 | 20 maggio 1962   |                 |
| 33 | John Wilson's Cushion           |                 | 27 maggio 1962   |                 |
| 34 | John Wilson Wins a Chicken      |                 | 3 giugno 1962    |                 |
| 35 | The Bully                       |                 | 10 giugno 1962   |                 |
| 36 | The Club Initiation             |                 | 17 giugno 1962   |                 |
| 37 | Community Picnic                |                 | 24 giugno 1962   |                 |
| 38 | Dennis and the Witch Doctor     |                 | 1º luglio 1962   |                 |